# Incidentul andorian
„Incidentul andorian” (titlu original: „The Andorian Incident”) este al șaptelea episod din primul sezon al serialului TV american științifico-fantastic Star Trek: Enterprise. A avut premiera la 31 octombrie 2001.
Episodul a fost produs de Dawn Valazquez și regizat de Roxann Dawson după un scenariu de Fred Dekker bazat pe o poveste de Rick Berman, Brannon Braga și Fred Dekker.

## Prezentare
Jonathan Archer, Trip și T'Pol sunt luați ostateci de către Andorieni, în mănăstirea Vulcaniană P'Jem. 

## Actori ocazionali
- Jeffrey Combs - Commander Shran
- Bruce French - Vulcan Elder
- Steven Dennis - Tholos
- Jeff Ricketts - Keval
- Richard Tanner - Vulcan Initiate